# Karl Weyrich
Karl Weyrich (* 21. September 1884 in Ruhla; † 1. Januar 1973 in Sontra) war ein thüringischer, preußischer und hessischer Kommunalpolitiker, zuletzt Bürgermeister von Sontra.
Karl Weyrich wurde als Sohn des Ruhlaer Sattlermeisters Wilhelm Weyrich geboren und verbrachte in Ruhla seine Kindheit und Jugend. Er war ein begabter Musikschüler, erlernte Violine und Cello und wollte zunächst Lehrer werden. Während seiner Ruhlaer Ausbildungszeit besuchte Karl Weyrich drei Jahre die kaufmännische Berufsschule und wurde nach deren Absolvierung der erste Gerichtsschreiber des neu errichteten Gewerbegerichts Ruhla. Mit 20 Jahren wurde er zum Büroassistenten ernannt.
Karl Weyrich wurde in seiner Heimatstadt ein eifriger Förderer der „Ruhlaer Musikvereinigung“ und einer der aktivsten Mitarbeiter des Heimatvereins Alt-Ruhla. Er wirkte auch an der Schaffung des Ruhlaer Heimatmuseums mit. Mit 22 Jahren wurde er Bürovorsteher im Ruhlaer Rathaus. Während des Ersten Weltkrieges übernahm er wichtige Aufgaben in der Stadtverwaltung der Kleinstadt Camburg und heiratete Martha Winkler. Bereits 1915 wurde er zum Bürgermeister von Ziegenrück gewählt.
1924 übersiedelte er nach Wanfried in Hessen, wo er als Kommunalbeamter großen Anteil an der Schulentwicklung und der Bekämpfung der Arbeitslosigkeit hatte. 1934 ging er nach Sontra und war dort bis zur Pensionierung im Herbst 1945 Bürgermeister.
Bis zu seinem Tod am 1. Januar 1973 förderte Weyrich die Sontraer Kultur- und Heimatvereine. Nach einer bewegenden Gedenkveranstaltung wurde Weyrich am 4. Januar 1973 in Sontra zu Grabe getragen.